# Эммерих-ам-Райн
Эммерих-ам-Райн (нем. Emmerich am Rhein, нидерл. Emmerik) — город в Германии, в земле Северный Рейн-Вестфалия.
Подчинён административному округу Дюссельдорф. Входит в состав района Клеве. Население составляет 29,8 тыс. человек (2009); в 2000 г. — 28,9 тысяч. Занимает площадь 80,11 км². Официальный код — 05 1 54 008.
Город подразделяется на 8 городских районов.

## История
Согласно «ЭСБЕ», своим происхождением Эммерих-ам-Райн обязан своему кафедральному собору. Граф Отто фон Гельдерн, под покровительство которого в 1233 году был поставлен капитул, окружил в 1247 году местечко Эммерих городской стеной и придал ему статус города.
С 1402 года город принадлежал Клевскому герцогству, с 1407 года входил в состав союза немецких свободных городов Ганза. Пора наибольшего процветания города приходится на XV век, когда он, как полагают, имел до сорока тысяч жителей.
В 1599 году Эммерих-ам-Райн был осаждён испанцами под предводительством Мендозы.
В 1609 году Эммерих-ам-Райн, вместе с герцогством Клеве, отошел к Бранденбургскому княжеству.
В 1614 году городом овладел Мориц Оранский (Нассауский), который в значительно усилил его крепостные сооружения.
В 1672 году город был взят Людовиком XIV, который приказал уничтожить все городские укрепления.

## Личности
- Агнес Блок (1629-1704) — меннонитка, коллекционер и садовод.
- Эрнст Генрих Геринг (1838-1913) — юрист и дипломат, рейхскомиссар Германской Юго-Западной Африки.
- Эдуард Кюннеке (1885-1953) — композитор, дирижёр, пианист.
- Вернер Мюллер (1907-1990) — этнолог.
- Райнер Бонхоф (* 1952) — футболист, 2-кратный чемпион Европы, чемпион мира.
- Нико Хюлькенберг (* 1987) — автогонщик, гонщик Формулы-1.
- Робин Госенс (* 1994) — футболист, левый полузащитник и защитник немецкого клуба «Унион» и сборной Германии.

## Фотографии

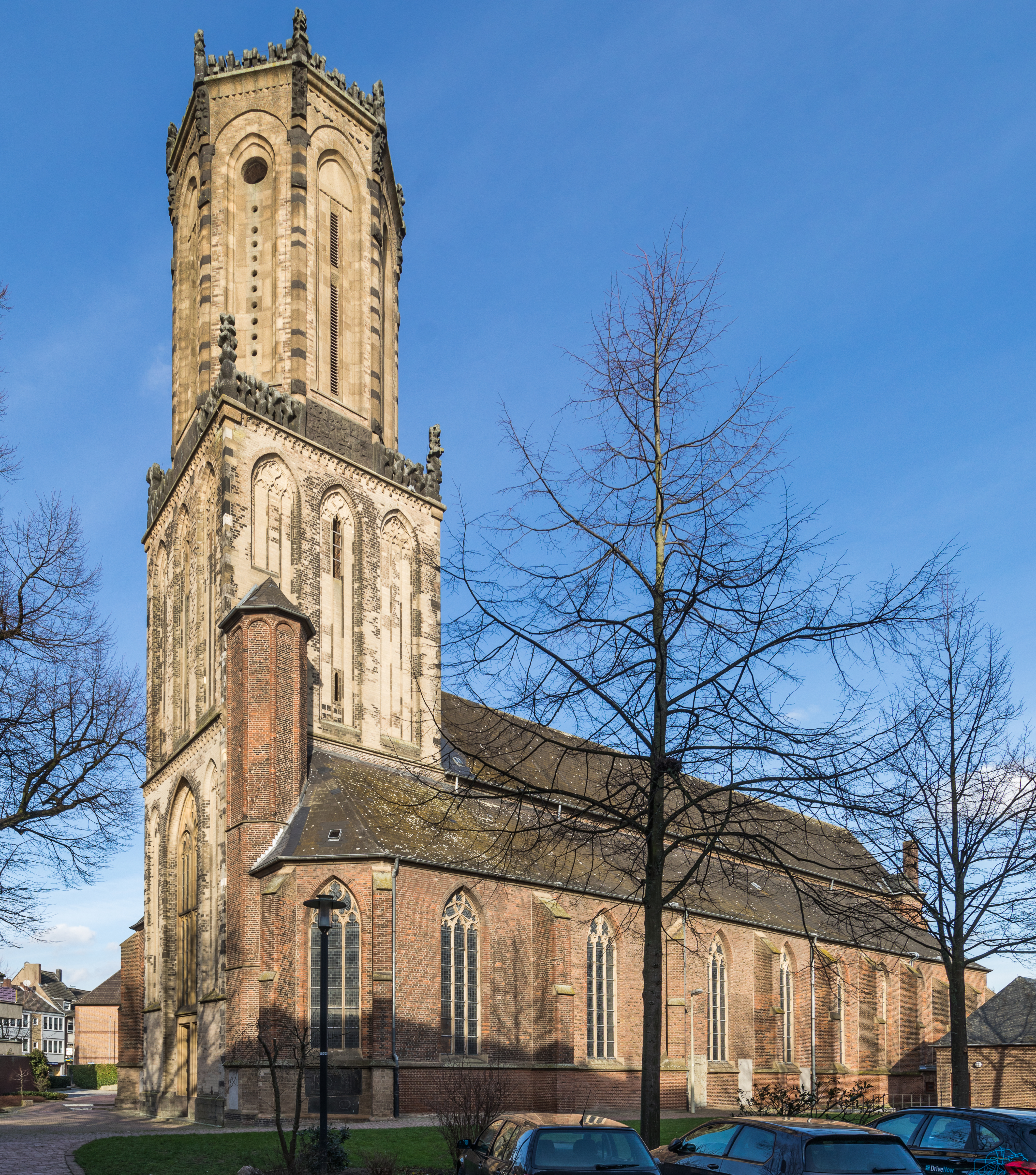
Церковь Святой Адельгунды
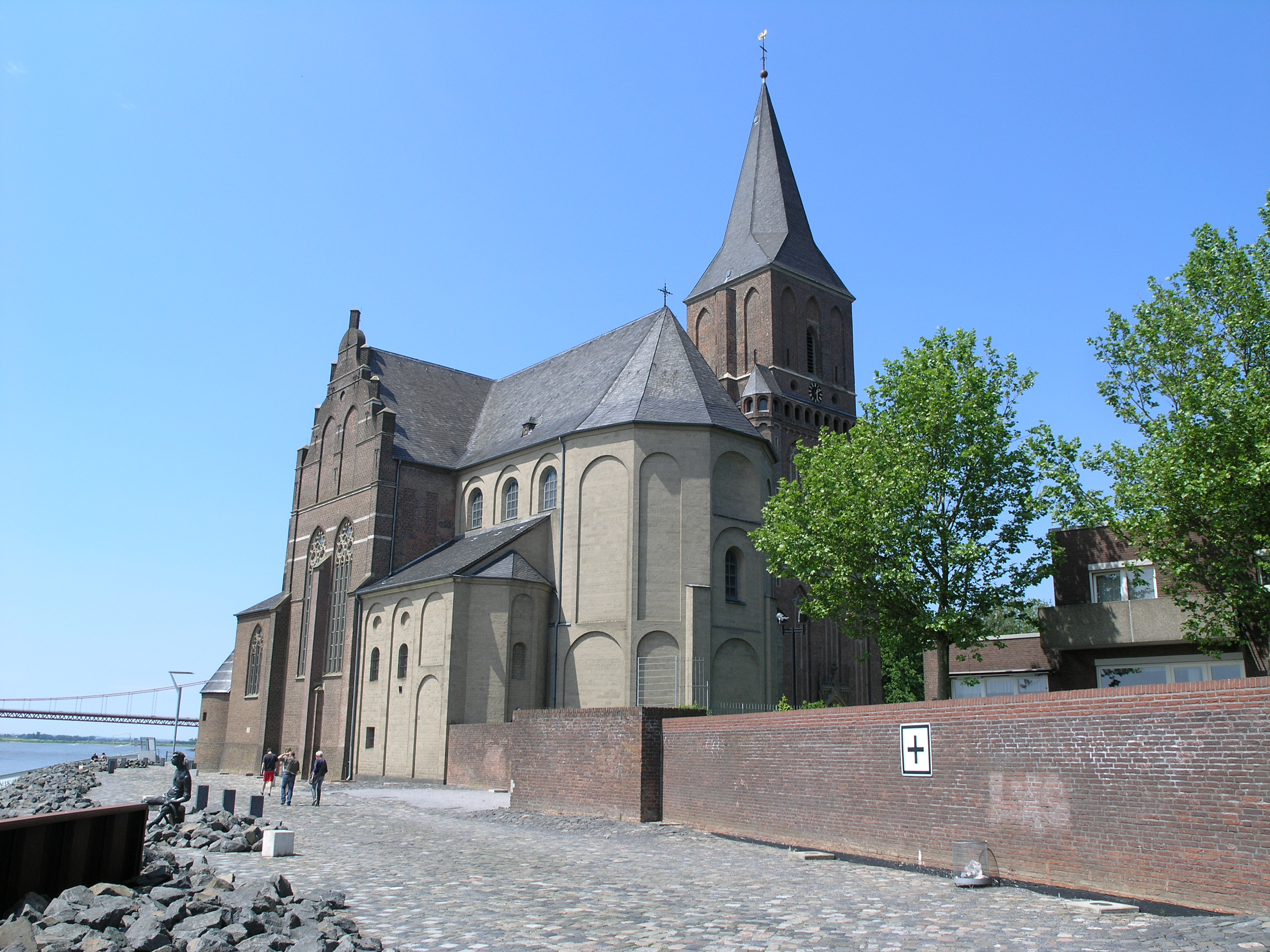
Церковь Святого Мартина
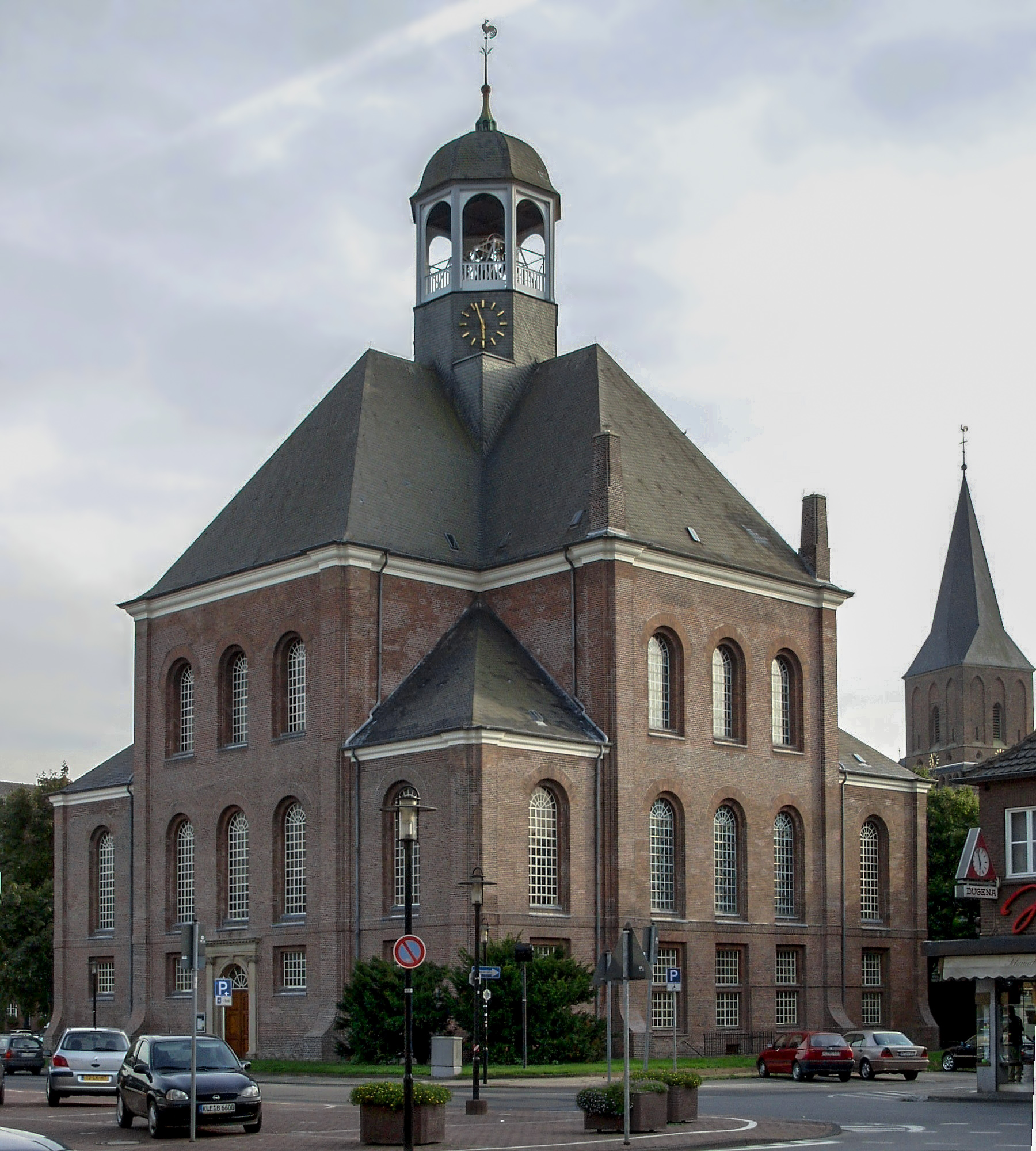
Евангелическая церковь Христа
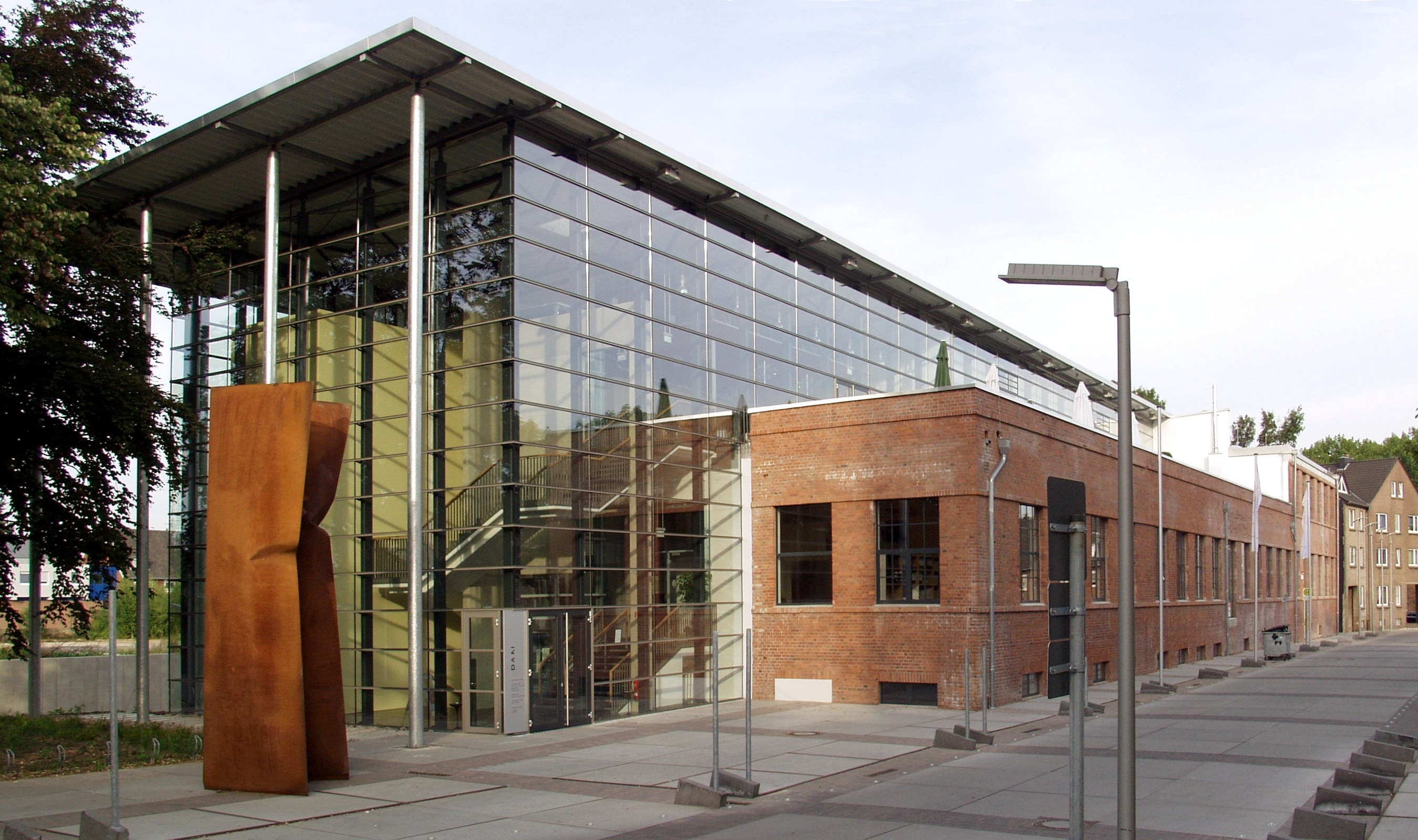
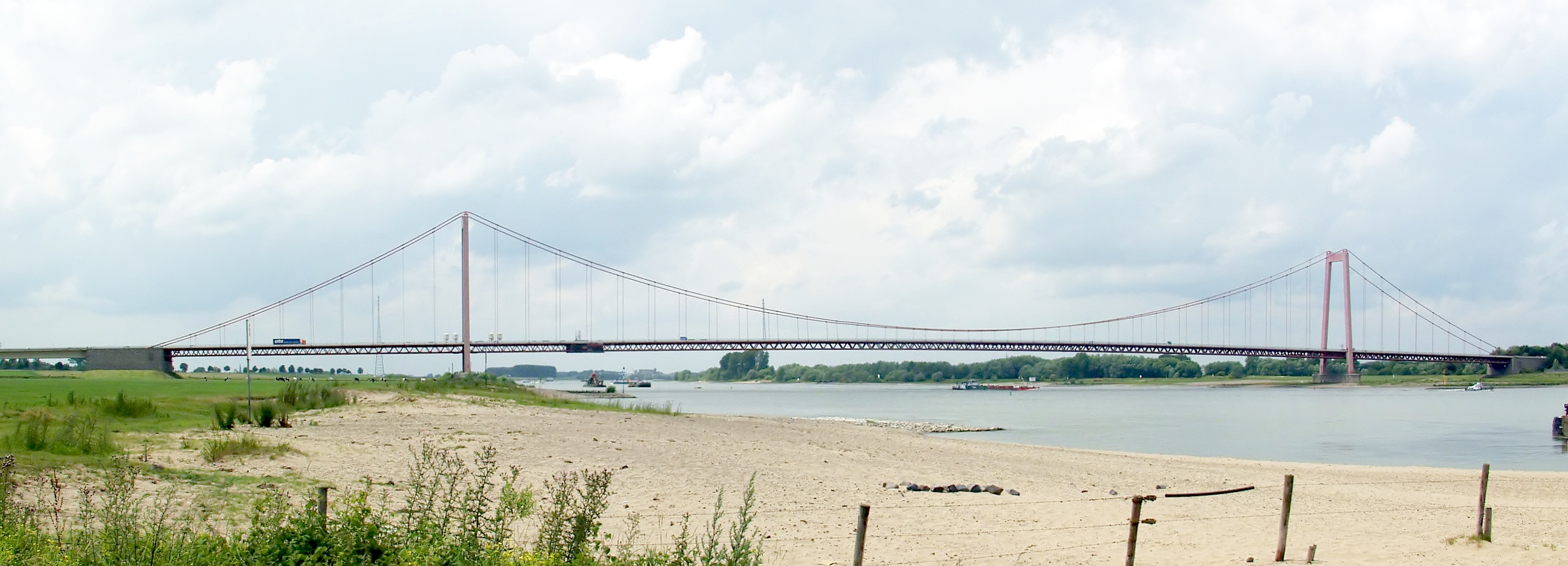
Эммерихский мост